# Preignac
Preignac ist eine französische Gemeinde mit 2140 Einwohnern (Stand 1. Januar 2022) im Département Gironde in der Region Nouvelle-Aquitaine rund 40 Kilometer südöstlich von Bordeaux gelegen.

## Weinanbau
Preignac ist bekannt für seine hervorragenden edelsüßen Weißweine und gehört zum Anbaugebiet Sauternes im Bordeaux. Durch das Anbaugebiet fließt der kleine Fluss Ciron, dessen kaltes Quellwasser in das wärmere Wasser der Garonne fließt und im Herbst Nebel bildet, der beste Möglichkeiten für den Edelfäule-Pilz Botrytis cinerea zur Erhöhung des Zuckergehalts der Weintrauben bietet. (→ Mostgewicht)

## Bevölkerungsentwicklung
| 1962 | 1968 | 1975 | 1982 | 1990 | 1999 | 2006 | 2017 |
| ---- | ---- | ---- | ---- | ---- | ---- | ---- | ---- |
| 2184 | 2227 | 2096 | 1958 | 1992 | 2026 | 2138 | 2140 |

Quelle für die Bevölkerungsentwicklung

## Verkehr
Preignac liegt an der Bahnstrecke Bordeaux–Sète und wird im Regionalverkehr mit TER-Zügen bedient.

## Sehenswürdigkeiten
- Château de Malle, ein Weingut des 17. Jahrhunderts mit einem sehenswerten Garten
- Château Suduiraut, bekanntes Weingut, das edelsüße Weißweine herstellt
- Kirche Saint-Vincent mit einer 2005 von Bernard Cogez renovierten Orgel[2]

Siehe auch: Liste der Monuments historiques in Preignac